# Sir Safety Umbria Volley Perugia 2020-2021
Questa voce raccoglie le informazioni riguardanti la Sir Safety Umbria Volley Perugia nelle competizioni ufficiali della stagione 2020-2021.

## Stagione
Nella stagione 2020-21 la Sir Safety Umbria Volley Perugia assume la denominazione sponsorizzata di Sir Safety Conad Perugia nelle competizioni italiane e Sir Sicoma Monini Perugia in quelle europee.
A inizio stagione conquista per la terza volta la Supercoppa italiana, battendo in finale la Lube.
Partecipa per la nona volta alla Superlega; chiude la regular season di campionato al primo posto in classifica, qualificandosi per i play-off scudetto: arriva fino alla finale, sconfitta dalla Lube.
In Coppa Italia raggiunge la finale, perdendola poi contro la Lube.
Partecipa inoltre alla Champions League: superata la fase a gironi con il primo posto in classifica nel proprio raggruppamento, viene eliminata nelle semifinali dalla Trentino.

## Organigramma societario
Area direttiva
- Presidente: Gino Sirci
- Vicepresidente: Maurizio Sensi
- Segreteria generale: Rosanna Rosati
- Direttore generale: Benedetto Rizzuto
- Direttore tecnico: Stefano Recine
- Responsabile tecnico: Goran Vujević
- Dirigente: Egeo Baldassarri
- Logistica: Piero Bizzarri
- Responsabile CEV: Stefano Recine, Francesco Allegrucci

Area tecnica
- Allenatore: Vital Heynen (fino al 15 aprile 2021), Carmine Fontana (dal 16 aprile 2021)
- Allenatore in seconda: Carmine Fontana (fino al 15 aprile 2021), Francesco Cadeddu (dal 15 aprile 2021)
- Scout man: Gianluca Carloncelli, Francesco Monopoli
- Responsabile settore giovanile: Andrea Piacentini

Area comunicazione
- Ufficio stampa: Simone Camardese
- Relazioni esterne: Rosanna Rosati
- Social media manager: Simone Amaroli, Francesco Biancalana
- Fotografo: Michele Benda

Area marketing
- Ufficio marketing: Maurizio Sensi
- Biglietteria: Luca Ciambrusco

Area sanitaria
- Responsabile staff medico: Auro Caraffa, Giuseppe Sabatino
- Staff medico: Marco Pellegrino, Rosario Petruccelli, Ermanno Trinchese
- Preparatore atletico: Francesco Cadeddu, Fons Vranken
- Fisioterapista: Tommaso Brunelli Felicetti, Massimo Ciucci
- Massaggiatore: Emilio Giusti
- Radiologo: Massimo Bianchi
- Consulente medico: Elmo Mannarino
- Osteopata: Fabrizio Ragusa

## Rosa
| N° | Nome                    | Ruolo | Data di nascita   | Nazionalità sportiva |
| -- | ----------------------- | ----- | ----------------- | -------------------- |
| 1  | Alessandro Piccinelli   | L     | 30 gennaio 1997   | Italia               |
| 2  | Fabio Ricci             | C     | 11 luglio 1994    | Italia               |
| 3  | Sharone Vernon-Evans    | O     | 28 agosto 1998    | Canada               |
| 4  | Dragan Travica          | P     | 28 agosto 1986    | Italia               |
| 5  | Thijs ter Horst         | S     | 18 settembre 1991 | Paesi Bassi          |
| 7  | David Sossenheimer      | S     | 21 giugno 1996    | Germania             |
| 8  | Omar Biglino            | C     | 9 agosto 1995     | Italia               |
| 9  | Wilfredo León           | S     | 31 luglio 1993    | Polonia              |
| 10 | Jan Zimmermann          | P     | 12 febbraio 1993  | Germania             |
| 11 | Sebastián Solé          | C     | 12 giugno 1991    | Argentina            |
| 12 | Roberto Russo           | C     | 23 febbraio 1997  | Italia               |
| 13 | Massimo Colaci          | L     | 21 febbraio 1985  | Italia               |
| 14 | Aleksandar Atanasijević | O     | 4 settembre 1991  | Serbia               |
| 15 | Maciej Muzaj            | O     | 21 maggio 1994    | Polonia              |
| 17 | Oleh Plotnyc'kyj        | S     | 5 giugno 1997     | Ucraina              |

## Mercato
| Acquisti | Acquisti             | Acquisti          | Acquisti   |
| R.       | Nome                 | da                | Modalità   |
| -------- | -------------------- | ----------------- | ---------- |
| O        | Maciej Muzaj         | Ural              | definitivo |
| C        | Sebastián Solé       | BluVolley Verona  | definitivo |
| S        | David Sossenheimer   | Będzin            | definitivo |
| S        | Thijs ter Horst      | Porto Robur Costa | definitivo |
| P        | Dragan Travica       | Padova            | definitivo |
| O        | Sharone Vernon-Evans | Porto Robur Costa | definitivo |
| P        | Jan Zimmermann       | Maaseik           | definitivo |

| Cessioni | Cessioni           | Cessioni         | Cessioni   |
| R.       | Nome               | a                | Modalità   |
| -------- | ------------------ | ---------------- | ---------- |
| P        | Luciano De Cecco   | Lube             | definitivo |
| O        | Sjoerd Hoogendoorn | Dynamo Apeldoorn | definitivo |
| S        | Filippo Lanza      | Milano           | definitivo |
| C        | Marko Podraščanin  | Trentino         | definitivo |
| S        | Robert Täht        | Asseco Resovia   | definitivo |
| P        | Tsimafei Zhukouski | Fakel            | definitivo |

## Risultati

### Superlega

#### Girone di andata
| 1ª giornata - 30 settembre 2020 PalaEvangelisti, Perugia      | Sir Safety Perugia | 3 - 0 | Callipo            | 35-33, 25-20, 26-24               |
| 2ª giornata - 4 ottobre 2020 PalaBanca, Piacenza              | You Energy         | 1 - 3 | Sir Safety Perugia | 22-25, 17-25, 25-19, 20-25        |
| 3ª giornata - 7 ottobre 2020 PalaEvangelisti, Perugia         | Sir Safety Perugia | 3 - 0 | Padova             | 25-18, 25-14, 25-21               |
| 4ª giornata - 11 ottobre 2020 PalaOlimpia, Verona             | NBV                | 0 - 3 | Sir Safety Perugia | 22-25, 22-25, 23-25               |
| 5ª giornata - 14 ottobre 2020 PalaEvangelisti, Perugia        | Sir Safety Perugia | 3 - 0 | Top Volley Latina  | 25-23, 25-21, 25-20               |
| 6ª giornata - 18 ottobre 2020 PalaTrento, Trento              | Trentino           | 1 - 3 | Sir Safety Perugia | 25-17, 22-25, 17-25, 25-27        |
| 7ª giornata - 25 ottobre 2020 PalaEvangelisti, Perugia        | Sir Safety Perugia | 3 - 0 | Porto Robur Costa  | 25-18, 25-20, 26-24               |
| 8ª giornata - 25 novembre 2020 Palalido, Milano               | Powervolley Milano | 1 - 3 | Sir Safety Perugia | 25-21, 20-25, 21-25, 22-25        |
| 9ª giornata - 3 dicembre 2020 PalaEvangelisti, Perugia        | Sir Safety Perugia | 3 - 0 | Modena             | 25-20, 25-23, 26-24               |
| 10ª giornata - 23 dicembre 2020 PalaEvangelisti, Perugia      | Sir Safety Perugia | 2 - 3 | Lube               | 25-22, 28-30, 18-25, 25-18, 12-15 |
| 11ª giornata - 22 novembre 2020 Palazzetto dello Sport, Monza | Milano             | 3 - 0 | Sir Safety Perugia | 25-20, 25-21, 25-22               |

#### Girone di ritorno
| 12ª giornata - 29 novembre 2020 PalaMaiata, Vibo Valentia                  | Callipo            | 1 - 3 | Sir Safety Perugia | 23-25, 29-27, 17-25, 22-25        |
| 13ª giornata - 6 dicembre 2020 PalaEvangelisti, Perugia                    | Sir Safety Perugia | 3 - 0 | You Energy         | 25-20, 25-19, 25-21               |
| 14ª giornata - 14 dicembre 2020 PalaSanLazzaro, Padova                     | Padova             | 0 - 3 | Sir Safety Perugia | 24-26, 23-25, 15-25               |
| 15ª giornata - 19 dicembre 2020 PalaEvangelisti, Perugia                   | Sir Safety Perugia | 3 - 1 | NBV                | 25-20, 25-22, 26-28, 25-20        |
| 16ª giornata - 27 dicembre 2020 Palazzetto dello Sport, Cisterna di Latina | Top Volley Latina  | 0 - 3 | Sir Safety Perugia | 14-25, 19-25, 21-25               |
| 17ª giornata - 3 gennaio 2021 PalaEvangelisti, Perugia                     | Sir Safety Perugia | 1 - 3 | Trentino           | 20-25, 25-23, 19-25, 21-25        |
| 18ª giornata - 10 gennaio 2021 PalaDeAndré, Ravenna                        | Porto Robur Costa  | 0 - 3 | Sir Safety Perugia | 21-25, 21-25, 22-25               |
| 19ª giornata - 17 gennaio 2021 PalaEvangelisti, Perugia                    | Sir Safety Perugia | 3 - 1 | Powervolley Milano | 25-18, 23-25, 25-16, 25-21        |
| 20ª giornata - 24 gennaio 2021 PalaPanini, Modena                          | Modena             | 1 - 3 | Sir Safety Perugia | 25-23, 21-25, 18-25, 21-25        |
| 21ª giornata - 3 febbraio 2021 PalaCivitanova, Civitanova Marche           | Lube               | 2 - 3 | Sir Safety Perugia | 25-21, 23-25, 25-23, 20-25, 14-16 |
| 22ª giornata - 6 febbraio 2021 PalaEvangelisti, Perugia                    | Sir Safety Perugia | 0 - 3 | Milano             | 12-25, 18-25, 20-25               |

#### Play-off scudetto
| Quarti di finale (gara 1) - 10 marzo 2021 PalaEvangelisti, Perugia | Sir Safety Perugia | 2 - 3 | Powervolley Milano | 25-18, 25-21, 25-27, 31-33, 17-19 |
| Quarti di finale (gara 2) - 14 marzo 2021 Palalido, Milano         | Powervolley Milano | 1 - 3 | Sir Safety Perugia | 25-23, 23-25, 23-25, 20-25        |
| Quarti di finale (gara 3) - 21 marzo 2021 PalaEvangelisti, Perugia | Sir Safety Perugia | 3 - 0 | Powervolley Milano | 25-14, 25-23, 25-22               |
| Semifinali (gara 1) - 27 marzo 2021 PalaEvangelisti, Perugia       | Sir Safety Perugia | 3 - 2 | Milano             | 21-25, 25-21, 25-19, 23-25, 15-12 |
| Semifinali (gara 2) - 31 marzo 2021 Palazzetto dello Sport, Monza  | Milano             | 1 - 3 | Sir Safety Perugia | 22-25, 25-22, 29-31, 19-25        |
| Semifinali (gara 3) - 4 aprile 2021 PalaEvangelisti, Perugia       | Sir Safety Perugia | 3 - 0 | Milano             | 25-19, 25-21, 25-21               |
| Finale (gara 1) - 14 aprile 2021 PalaEvangelisti, Perugia          | Sir Safety Perugia | 1 - 3 | Lube               | 23-25, 25-22, 20-25, 20-25        |
| Finale (gara 2) - 18 aprile 2021 PalaCivitanova, Civitanova Marche | Lube               | 2 - 3 | Sir Safety Perugia | 25-21, 21-25, 25-27, 25-23, 12-15 |
| Finale (gara 3) - 21 aprile 2021 PalaEvangelisti, Perugia          | Sir Safety Perugia | 0 - 3 | Lube               | 20-25, 18-25, 14-25               |
| Finale (gara 4) - 24 aprile 2021 PalaCivitanova, Civitanova Marche | Lube               | 3 - 1 | Sir Safety Perugia | 25-20, 25-22, 21-25, 25-21        |

### Coppa Italia
| Quarti di finale - 27 gennaio 2021 PalaEvangelisti, Perugia    | Sir Safety Perugia | 3 - 1 | Porto Robur Costa  | 25-27, 26-24, 26-24, 25-21 |
| Semifinali - 30 gennaio 2021 Unipol Arena, Casalecchio di Reno | Sir Safety Perugia | 3 - 0 | Trentino           | 25-19, 25-14, 25-17        |
| Finale - 31 gennaio 2021 Unipol Arena, Casalecchio di Reno     | Lube               | 3 - 1 | Sir Safety Perugia | 25-17, 18-25, 25-17, 25-17 |

### Supercoppa italiana
| Semifinali (andata) - 13 settembre 2020 PalaEvangelisti, Perugia | Sir Safety Perugia | 3 - 0 | Modena             | 26-24, 25-23, 25-20               |
| Semifinali (ritorno) - 20 settembre 2020 PalaPanini, Modena      | Modena             | 3 - 2 | Sir Safety Perugia | 25-22, 25-20, 14-25, 26-28, 15-12 |
| Finale - 25 settembre 2020 PalaOlimpia, Verona                   | Lube               | 2 - 3 | Sir Safety Perugia | 25-22, 23-25, 19-25, 25-19, 14-16 |

### Champions League

#### Fase a gironi
| 1ª giornata - 8 dicembre 2020 Salle Robert-Grenon, Tours  | Lube               | 3 - 1 | Sir Safety Perugia | 25-22, 22-25, 25-20, 25-23 |
| 2ª giornata - 9 dicembre 2020 Salle Robert-Grenon, Tours  | Sir Safety Perugia | 3 - 0 | Arkas              | 25-0, 25-0, 25-0           |
| 3ª giornata - 10 dicembre 2020 Salle Robert-Grenon, Tours | Sir Safety Perugia | 3 - 0 | Tours              | 25-19, 25-22, 25-22        |
| 4ª giornata - 9 febbraio 2021 PalaEvangelisti, Perugia    | Arkas              | 0 - 3 | Sir Safety Perugia | 0-25, 0-25, 0-25           |
| 5ª giornata - 10 febbraio 2021 PalaEvangelisti, Perugia   | Sir Safety Perugia | 3 - 0 | Lube               | 25-21, 25-18, 25-21        |
| 6ª giornata - 11 febbraio 2021 PalaEvangelisti, Perugia   | Tours              | 1 - 3 | Sir Safety Perugia | 25-18, 15-25, 14-25, 21-25 |

#### Fase a eliminazione diretta
| Quarti di finale (andata) - 23 febbraio 2021 PalaPanini, Modena    | Modena             | 3 - 0 | Sir Safety Perugia | 25-21, 25-18, 25-22                  |
| Quarti di finale (ritorno) - 2 marzo 2021 PalaEvangelisti, Perugia | Sir Safety Perugia | 3 - 0 | Modena             | 25-23, 25-18, 25-21 Golden set: 15-5 |
| Semifinali (andata) - 18 marzo 2021 PalaTrento, Trento             | Trentino           | 3 - 0 | Sir Safety Perugia | 25-21, 25-16, 25-23                  |
| Semifinali (ritorno) - 24 marzo 2021 PalaEvangelisti, Perugia      | Sir Safety Perugia | 3 - 2 | Trentino           | 25-22, 25-17, 23-25, 17-25, 15-6     |

## Statistiche

### Statistiche di squadra
| Competizione        | Punti | In casa | In casa | In casa | In trasferta | In trasferta | In trasferta | Totale | Totale | Totale |
| Competizione        | Punti | G       | V       | P       | G            | V            | P            | G      | V      | P      |
| ------------------- | ----- | ------- | ------- | ------- | ------------ | ------------ | ------------ | ------ | ------ | ------ |
| Superlega           | 54    | 17      | 11      | 6       | 15           | 13           | 2            | 32     | 24     | 8      |
| Coppa Italia        | -     | 1       | 1       | 0       | 0            | 0            | 0            | 3      | 2      | 1      |
| Supercoppa italiana | -     | 1       | 1       | 0       | 1            | 0            | 1            | 3      | 2      | 1      |
| Champions League    | 15    | 2       | 2       | 0       | 2            | 0            | 2            | 8      | 5      | 3      |
| Totale              | -     | 21      | 15      | 6       | 18           | 13           | 5            | 46     | 33     | 13     |

G = partite giocate; V = partite vinte; P = partite perse

### Statistiche dei giocatori
| Giocatore       | Superlega | Superlega | Superlega | Superlega | Superlega | Coppa Italia | Coppa Italia | Coppa Italia | Coppa Italia | Coppa Italia | Supercoppa italiana | Supercoppa italiana | Supercoppa italiana | Supercoppa italiana | Supercoppa italiana | Champions League | Champions League | Champions League | Champions League | Champions League | Totale | Totale | Totale | Totale | Totale |
| Giocatore       | P         | PT        | AV        | MV        | BV        | P            | PT           | AV           | MV           | BV           | P                   | PT                  | AV                  | MV                  | BV                  | P                | PT               | AV               | MV               | BV               | P      | PT     | AV     | MV     | BV     |
| --------------- | --------- | --------- | --------- | --------- | --------- | ------------ | ------------ | ------------ | ------------ | ------------ | ------------------- | ------------------- | ------------------- | ------------------- | ------------------- | ---------------- | ---------------- | ---------------- | ---------------- | ---------------- | ------ | ------ | ------ | ------ | ------ |
| A. Atanasijević | 14        | 145       | 132       | 5         | 8         | 2            | 20           | 19           | 1            | 0            | 0                   | 0                   | 0                   | 0                   | 0                   | 4                | 31               | 27               | 1                | 3                | 20     | 196    | 178    | 7      | 11     |
| O. Biglino      | 4         | 10        | 10        | 0         | 0         | 0            | 0            | 0            | 0            | 0            | 1                   | 0                   | 0                   | 0                   | 0                   | 0                | 0                | 0                | 0                | 0                | 5      | 10     | 10     | 0      | 0      |
| M. Colaci       | 29        | 0         | 0         | 0         | 0         | 3            | 0            | 0            | 0            | 0            | 3                   | 0                   | 0                   | 0                   | 0                   | 7                | 0                | 0                | 0                | 0                | 42     | 0      | 0      | 0      | 0      |
| W. León         | 31        | 631       | 507       | 48        | 76        | 3            | 73           | 50           | 9            | 14           | 3                   | 68                  | 57                  | 3                   | 8                   | 7                | 138              | 104              | 16               | 18               | 44     | 910    | 718    | 76     | 116    |
| M. Muzaj        | 7         | 35        | 27        | 4         | 4         | -            | -            | -            | -            | -            | -                   | -                   | -                   | -                   | -                   | 3                | 10               | 6                | 4                | 0                | 10     | 45     | 33     | 8      | 4      |
| A. Piccinelli   | 27        | 0         | 0         | 0         | 0         | 3            | 0            | 0            | 0            | 0            | 3                   | 0                   | 0                   | 0                   | 0                   | 3                | 0                | 0                | 0                | 0                | 36     | 0      | 0      | 0      | 0      |
| O. Plotnyc'kyj  | 31        | 354       | 277       | 26        | 51        | 3            | 35           | 25           | 1            | 9            | 3                   | 36                  | 30                  | 2                   | 4                   | 8                | 96               | 78               | 6                | 12               | 45     | 521    | 410    | 35     | 76     |
| F. Ricci        | 30        | 133       | 88        | 39        | 6         | 1            | 1            | 1            | 0            | 0            | 3                   | 17                  | 9                   | 6                   | 2                   | 8                | 42               | 25               | 15               | 2                | 42     | 193    | 123    | 60     | 10     |
| R. Russo        | 17        | 100       | 61        | 31        | 8         | 3            | 18           | 10           | 7            | 1            | 0                   | 0                   | 0                   | 0                   | 0                   | 4                | 7                | 3                | 3                | 1                | 24     | 125    | 74     | 41     | 10     |
| S. Solé         | 30        | 298       | 224       | 69        | 5         | 3            | 31           | 25           | 6            | 0            | 3                   | 37                  | 26                  | 10                  | 1                   | 8                | 67               | 45               | 21               | 1                | 44     | 433    | 320    | 106    | 7      |
| D. Sossenheimer | 6         | 6         | 6         | 0         | 0         | 0            | 0            | 0            | 0            | 0            | 2                   | 1                   | 1                   | 0                   | 0                   | 2                | 0                | 0                | 0                | 0                | 10     | 7      | 7      | 0      | 0      |
| T. ter Horst    | 31        | 262       | 211       | 27        | 24        | 3            | 20           | 15           | 4            | 1            | 3                   | 11                  | 9                   | 2                   | 0                   | 8                | 65               | 49               | 7                | 9                | 45     | 358    | 284    | 40     | 34     |
| D. Travica      | 31        | 55        | 33        | 13        | 9         | 3            | 3            | 2            | 1            | 0            | 3                   | 3                   | 1                   | 2                   | 0                   | 8                | 13               | 7                | 5                | 1                | 45     | 74     | 43     | 21     | 10     |
| S. Vernon-Evans | 26        | 17        | 11        | 4         | 2         | 3            | 0            | 0            | 0            | 0            | 3                   | 26                  | 21                  | 4                   | 1                   | 7                | 4                | 3                | 0                | 1                | 39     | 47     | 35     | 8      | 6      |
| J. Zimmermann   | 31        | 6         | 0         | 0         | 6         | 3            | 0            | 0            | 0            | 0            | 3                   | 1                   | 0                   | 0                   | 1                   | 8                | 1                | 0                | 0                | 1                | 45     | 8      | 0      | 0      | 8      |

P = presenze; PT = punti totali; AV = attacchi vincenti; MV = muri vincenti; BV = battute vincenti